# Gymlib
 (décembre 2019).
Gymlib est une entreprise française fondée en 2014 par Sébastien Bequart et Mohamed Tazi, puis rejoints par Grégoire Véron.

## Historique
En 2014, Sébastien Bequart et Mohamed Tazi, anciennement auditeurs chez Deloitte, fondent Gymlib.  
En janvier 2016, Gymlib rejoint l’incubateur Le Cargo destiné à l’innovation, notamment aux contenus numériques et aux industries créatives.
En juillet 2016, Grégoire Véron rejoint Sébastien Bequart et Mohamed Tazi à la direction en tant que Late Founder,.
Courant 2017, Gymlib emploie 33 salariés et lève 3 millions d’euros via différents fonds d’investissement (Breega Capital et Kima Ventures notamment) et des business angels comme Patrick Mouratoglou.
Début 2018, Gymlib s’implante en Belgique. En septembre 2018, Gymlib possède 250 partenaires en Belgique. 
En mars 2018, Gymlib déménage dans de nouveaux locaux à Paris. 